# Ramona Stucki
Ramona Stucki (* 25. Februar 1982 in Strausberg) ist eine ehemalige deutsche Volleyballspielerin.

## Karriere
Stucki interessierte sich zunächst für Schwimmen und Judo, ehe sie ihre Karriere im Volleyball begann. Ihr erster Verein war CJD Berlin. 2003 kam die Mittelblockerin zum VC 68 Berlin, der zwei Jahre später Insolvenz anmelden musste. Anschließend spielte Stucki eine Saison beim TSV Spandau Berlin, der sich später ebenfalls aus finanziellen Gründen zurückziehen musste. Mit dem SC Potsdam erreichte die Junioren-Nationalspielerin 2007 den ersten Platz in der zweiten Liga. Da Potsdam jedoch auf den Aufstieg verzichtete, wechselte Stucki in die Schweizer Nationalliga A zum VBC Biel/Bienne. Im Februar 2008 wurde sie dort entlassen, weil die Verantwortlichen des Vereins ihr einen Vertragsbruch vorwarfen. Stucki kehrte zurück nach Potsdam. 2009 stieg sie schließlich mit den Brandenburgern in die Bundesliga auf. Nach der Saison 2011/12 beendete Stucki ihre Volleyballkarriere.